# 黃瑄 (弘治進士)
黄瑄（1462年—？），字伯玉，直隶蘇州府太仓州人，民籍，明朝政治人物。

## 生平
成化十九年（1483年）癸卯科應天府鄉試第十八名舉人。弘治十二年（1499年）中式己未科會試第二百名，三甲第五十名進士。歷官兵部郎中，出为汀州知府。正德九年（1514年）正月考察去職。

## 家族
曾祖黄兴祖；祖黄显；父黄宗荣。母孫氏，慈侍下。兄黄珎。